# Castell de Vecdole
El Castell de Vecdole (en letó: Vecdoles pils) (en alemany: Schloss Alt-Dahlen) és un castell al costat del riu Daugava al municipi de Salaspils a la històrica regió de Vidzeme, Letònia. Construït a la fi del segle xi, avui només queden ruïnes.